# Новые правые (Грузия)
Партия новых правых (ПНП) (груз. ახალი მემარჯვენეები), также переводится как Новая консервативная партия(НКП) — консервативная политическая партия в Грузии. Она была ассоциированным членом Международного демократического союза и заявителем Европейской народной партии.
8 декабря 2008 года Партия «Новые правые» присоединилась к Республиканской партии Грузии в новом оппозиционном альянсе. В феврале 2009 года обе партии объединились в «Альянс для Грузии» во главе с Ираклием Аласанией, бывшим послом Грузии при Организации Объединенных Наций.
После создания политической партии Лело для Грузии в 2019 году Движение развития Давида Усупашвили и партия «Новые правые» объединились с новой партией и стали частью «Лело для Грузии».

## Учреждение
Идея создания ПНП стала возникать в то время, когда Эдуард Шеварднадзе всё ещё был Президентом и его Союз граждан Грузии (СГГ) был влиятельной силой на политической сцене страны.
После формирования, несмотря на малочисленность, Новой фракции (на тот момент было всего десять членов) удалось существенно изменить ситуацию в парламенте.
Первоначально в состав Новой фракции входили Давид Гамкрелидзе, Леван Гачечиладзе, Пикрия Чихрадзе, Гия Каркарашвили, Ираклий Иашвили, Давид Саганелидзе, Давид Когуашвили, Додо Шелия, Георгий Квирикашвили и Валери Квирикашвили.
15 июня 2001 года на базе Новой фракции, Нового движения и Неоконсервативного союза была образована новая политическая партия — Новая консервативная партия Грузии. Леван Гачечиладзе был избран председателем НКП, а Давид Гамкрелидзе сопредседателем.

## Выборы
Всего через год после своего образования партия «Новые правые» достигла значительных результатов. На местных выборах, состоявшихся 2 июня 2002 года, ПНП вышла на первое место по стране и на третье место в Тбилиси. После победы на местных выборах партия взяла курс на подготовку к парламентским выборам. За несколько месяцев до них 2-й съезд ПНП избрал новым председателем Давида Гамкрелидзе. Новым консерваторам удалось успешно преодолеть установленный семипроцентный порог. Ряд партий бойкотировали результаты выборов 2 ноября 2003 года, обвинив власти в фальсификации. Это вызвало ожесточённое общественное недовольство по всей стране, что в конечном итоге привело к свержению режима Шеварднадзе в ходе революции роз.
Несмотря на справедливое возмущение народа, ПНП сочла неприемлемым изменение правительства посредством уличных демонстраций, поскольку считала это неконституционным.
Участвуя в повторных выборах в 2004 году, новые консерваторы вновь преодолели семипроцентный барьер. ПНП объединилась с другой правоцентристской партией — Промышленность спасет Грузию — и сформировала коалицию Правая оппозиция.